# Église Saint-Julien de Saint-Julien-Chapteuil
Pour les articles homonymes, voir Église Saint-Julien.
L'église Saint-Julien est une église catholique située sur la commune de Saint-Julien-Chapteuil,  dans le département de la Haute-Loire, en France.

## Localisation
L'église est bâtie sur un rocher abrupt dominant la vallée, ce qui permet de penser qu’elle a été fortifiée, les trous de boulin de la partie supérieure auraient pu supporter un hourdage. 

## Vocable

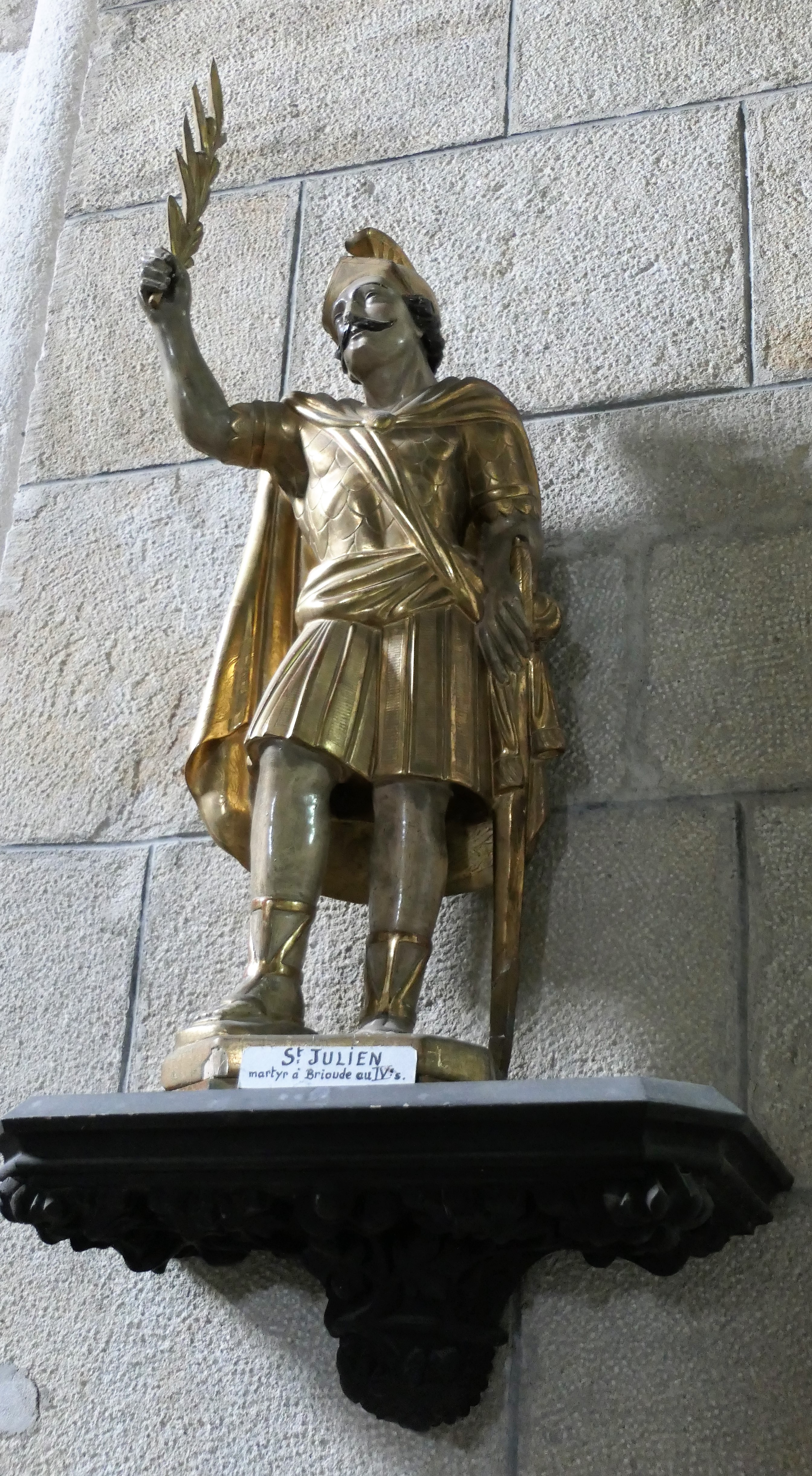
Statue, dans l'église, de Saint-Julien,

L'église est placée sous le vocable de saint Julien. Il s'agit de saint Julien de Brioude, soldat romain, martyr à Brioude, en 304 (il fut décapité). Son culte se répandit rapidement dans toute la Gaule, en particulier dans les parties proches du chemin de Saint-Jacques-de-Compostelle comme l'est Saint-Julien-Chapteuil. 

## Historique
L'édifice est classé au titre des monuments historiques en 1907.

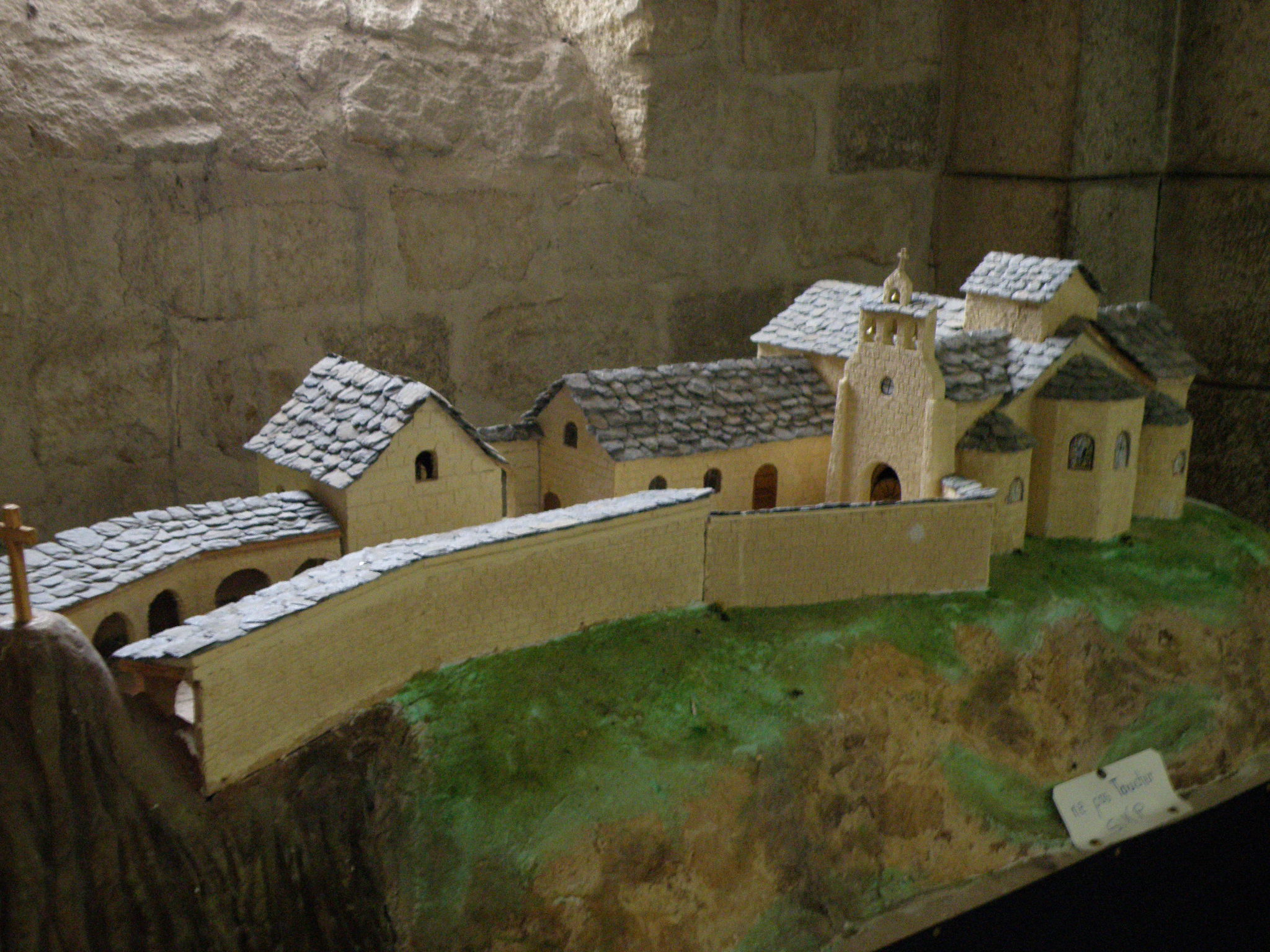
Maquette de l'église romane primitive, avec, à gauche, le prieuré.

À la fin du XIe siècle, un groupe de moines bénédictins, venus de la Chaise-Dieu à l’invitation des seigneurs de Chapteuil, fondèrent un prieuré dépendant de leur abbaye d’origine. L’église romane primitive qu’ils firent bâtir vers 1130 se composait d’une nef de trois travées avec collatéraux, d’un transept avec coupole sur trompes à la croisée, et d’un chevet triabsidial. L’édifice actuel résulte d’une part d’un remaniement opéré au XVIIe siècle, lors duquel les voûtes romanes, tant du vaisseau principal que des collatéraux, furent reconstruites en voûtes d’arêtes gothiques, et d’autre part de travaux d’agrandissement entrepris au XIXe siècle et destinés à faire face à l’accroissement de population, la paroisse de Saint-Julien étant en effet venue à compter plus de 3 000 habitants (contre 1 900 environ aujourd’hui) ; lesdits travaux, qui s’échelonnèrent de 1842 à 1894, consistèrent à prolonger la nef d’une travée à l’ouest, à ériger la façade occidentale actuelle, inspirée de celle de la cathédrale du Puy, à aménager une crypte (servant à célébrer le culte pendant la mauvaise saison), à ajouter une sacristie et un presbytère, et enfin, à flanquer d’un clocher la paroi sud de la nef. Lors du remaniement gothique, les anciens chapiteaux romans, où l’influence byzantine est perceptible, furent préservés ; soigneusement sculptés, ils représentent des animaux ou des feuillages. Le chœur polygonal, voûté en cul-de-four et à trois pans, est éclairé par trois fenêtres romanes.
Parmi le mobilier, il est à signaler en particulier : des fonts baptismaux datés du VIIe siècle, dont l’origine n’est pas établie ; un ancien bénitier transformé en fonts baptismaux, et un lutrin en noyer massif, haut de 2m, surmonté d’un pélican.

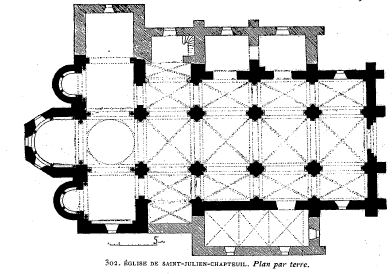
Plan de l'église.

|  |  |  |  |